# Hervaine Moukam
Hervaine Moukam (Manjo, 24 maggio 1994) è un calciatore camerunese naturalizzato francese, centrocampista del Sedan.

## Carriera
Ha giocato nella massima serie greca, in quella bielorussa ed in quella kazaka.

## Palmarès

### Club

#### Competizioni nazionali
- Coppa di Bielorussia: 1

BATĖ Borisov: 2019-2020